# Uri Carsenty
Uri Carsenty (1949) è un astronomo israeliano.
Membro dell'Unione Astronomica Internazionale, lavora presso l'agenzia spaziale tedesca DLR. Si occupa in particolare di strumenti per le sonde inviate a studiare asteroidi e comete: ha lavorato sugli strumenti VIRTIS di Rosetta, HRSC di Mars Express e alla Framing Camera di DAWN.
Ha studiato l'impatto dei frammenti della cometa D/1993 F2 Shoemaker-Levy 9 col pianeta Giove.
Il 4 settembre 1996 ha scoperto con l'astronomo italiano Stefano Mottola l'asteroide (202907) 1996 RH1. Il 1º ottobre 1997 ha coscoperto con Claes-Ingvar Lagerkvist la cometa periodica 308P/Lagerkvist-Carsenty.
Assieme ad altri ha scoperto The swarm (astronomia) (lo sciame in italiano), una catena di crateri sulla superficie dell'asteroide Vesta composta da oltre 1.600 piccoli crateri.
Gli è stato dedicato l'asteroide 13333 Carsenty.

## Selezione di pubblicazioni
- 2010 GRB 101008A: 1.23m CAHA optical observations[10]
- 2011 Rotational Properties of the Jupiter Trojans: I. Light Curves of 80 Objects[11]
- 2013 THE “SWARM” - A PECULIAR CRATER CHAIN ON VESTA[8]